# Олимпия (Вашингтон)
Оли́мпия (англ. Olympia) — город в США, административный центр штата Вашингтон и округа Терстон.

## История
Территория на юге залива Пьюджет в устье реки Дешут до прибытия европейцев была заселена племенами, говорящими на диалектах языка лушуцид. Первое достоверно известное посещение этих мест белыми состоялось в 1792 году, когда исследовательские корабли из состава Ванкуверской экспедиции (Vancouver Expedition) составили карту залива, названного именем начальника отряда Питера Пьюджета. Существуют отрывочные свидетельства о посещении района русскими и испанскими исследователями задолго до Пьюджета, но чётких документальных подтверждений они не имеют.
Британская Компания Гудзонова залива основала торговый пост на побережье в 1841 году, но уже на следующий год он был эвакуирован из-за нападений индейцев. В 1846 году Эдмунд Сильвестр и Леви Смит совместно объявили своей землю, сейчас являющуюся центром города. В 1851 году конгресс США создал таможенный район Пьюджет-Саунд в составе территории Вашингтон, и в Олимпии разместилось таможенное управление. Население города постоянно увеличивалось благодаря переселенцам, следующим по Орегонскому пути, в 1853 году на собрании жителей ему было присвоено имя Олимпия, из-за вида на горный хребет Олимпик на северо-западе. В том же году Олимпия стала столицей территории Вашингтон. Город стал обслуживать небольшой флот пароходов известный, как Москитный флот Пьюджет-Саунда. В 1882 году получила статус города. В 1889 году территория стала штатом Вашингтон, и Олимпия получила статус столицы штата. В 1912 году было завершено строительство Капитолия штата.
В 1949 году землетрясение разрушило множество исторических зданий. Город также понёс ущерб от землетрясений 1965 и 2001 годов.
С конца 1960-х экономика города вступила в полосу кризиса, постепенно закрывались дававшие прежде работу большинству жителей судоремонтные и деревообрабатывающие заводы. Венцом процесса деиндустриализации стало закрытие в 2003 году известной по всей стране пивоварни Olympia Brewery, существовавшей с 1896 года. К концу девяностых начался новый этап экономического роста, основой для которого стали туризм, здравоохранение, образование и сектор государственного управления.

## География и климат
Город расположен на юге залива Пьюджет в устье реки Дешут. Часть территории центра города находится на насыпных почвах. К северо-западу от Олимпии расположен полуостров Олимпик с одноимённым национальным парком.
Климат Олимпии умеренный морской с чертами средиземноморского. Среднемесячная температура колеблется от 3—3,5 °С зимой до 17—17,6 °С летом, среднегодовая — 10,2 °C. Осадков выпадает 1265 мм в год, летом в виде дождя, зимой — в виде дождя, снега или снега с дождём. Средняя влажность воздуха — 93 %. Осенью и зимой часты сильные туманы. Наиболее высокая зарегистрированная температура — 39,8 °C, минимальная — −22,4 °C.
| Показатель                    | Янв.  | Фев.  | Март  | Апр. | Май  | Июнь | Июль | Авг. | Сен. | Окт. | Нояб. | Дек.  | Год   |
| ----------------------------- | ----- | ----- | ----- | ---- | ---- | ---- | ---- | ---- | ---- | ---- | ----- | ----- | ----- |
| Абсолютный максимум, °C       | 17,7  | 22,7  | 26,1  | 30,5 | 35,5 | 36,6 | 40,0 | 40,0 | 36,6 | 32,2 | 23,3  | 17,7  | 40,0  |
| Средний суточный максимум, °C | 7,8   | 9,7   | 12,3  | 15,1 | 18,6 | 21,6 | 25,0 | 25,5 | 22,3 | 15,8 | 10,2  | 6,9   | 15,9  |
| Средняя температура, °C       | 4,2   | 4,9   | 6,8   | 9,0  | 12,2 | 14,9 | 17,6 | 17,7 | 14,8 | 10,1 | 6,1   | 3,4   | 10,1  |
| Средний суточный минимум, °C  | 0,5   | 0,0   | 1,3   | 2,8  | 5,8  | 8,3  | 10,1 | 9,9  | 7,4  | 4,3  | 2,1   | 0,0   | 4,3   |
| Абсолютный минимум, °C        | −22,2 | −18,3 | −12,7 | −5   | −3,8 | −1,1 | 1,6  | 0,5  | −3,8 | −10  | −18,3 | −21,6 | −22,2 |
| Норма осадков, мм             | 196   | 133   | 134   | 89   | 59   | 44   | 16   | 23   | 43   | 116  | 219   | 187   | 1265  |
| Источник: NWS                 |       |       |       |      |      |      |      |      |      |      |       |       |       |

## Население
По данным переписи 2010 года, в городе проживало 46 478 человек, имелось 20 761 домохозяйство и 10 672 семьи.
Расовый состав населения:
- белые — 77,4 %
- латиноамериканцы (всех рас) — 6,3 %
- азиаты — 6,0 %
- афроамериканцы — 2,0 %
- индейцы — 1,1 %

Среднегодовой доход на душу населения составляет 22 590 долларов США (данные 2000 года). Средний возраст горожан — 38 лет. Уровень преступности значительно ниже среднего по США.

## Экономика
Основную роль в экономике Олимпии играет сектор государственного управления (что типично для столиц штатов), в различных учреждениях федерального, штатного и муниципального уровней занято около 1/2 экономически активного населения. Также важную роль играют туризм и образование. Туристов привлекают прежде всего широкие возможности для активного отдыха (походы в горы и леса, яхтенный спорт) и экотуризма. В городе проводится множество музыкальных фестивалей различных направлений.
Существовавшие в XIX и первой половине XX века судоремонтные и деревообрабатывающие заводы закрылись в 1980—1990-х годах.

## Транспорт
Ближайший к Олимпии аэропорт с регулярным пассажирским сообщением находится в Сиэтле.
В городе имеется железнодорожная станция компании Amtrak, через которая обслуживает три поезда:
- Amtrak 11 (11.21): Олимпия — Портленд — Сакраменто — Сан-Франциско — Лос-Анджелес
- Amtrak 14 (18.22): Олимпия — Такома — Сиэтл
- Amtrak Cascades (несколько раз в день): Ванкувер — Сиэтл — Олимпия — Портленд — Сейлем — Юджин

Через Олимпию проходят межштатное шоссе I-5 и скоростная дорога US 101.
Общественный транспорт обеспечивается принадлежащей нескольким муниципалитетам (Олимпия, Лэйси, Тумвотер и Йелм) компанией Intercity Transit. Рейсы автобусов производятся по 20 маршрутам.

## Города-побратимы
- Япония: Като
- ПНА: Рафах, Палестинская национальная администрация[5]
- Китай: Наньчан, Цзянси, Китай (с 2010 года)[6]